# Agapornis (banda)
Agapornis o AGP es un grupo musical de cumbia pop de Argentina, surgido en la ciudad de La Plata a mediados de mayo del año 2010. A principios de 2013, la vocalista Belén María Condomí Alcorta y el guitarrista Gonzalo Mendes decidieron alejarse del grupo para dedicarse a sus estudios. En reemplazo de ambos se sumaron a la banda la vocalista Melina Lezcano y el guitarrista Joaquín Irigoyen. En 2022, Lezcano dejó de ser la vocalista y fue reemplazada por Aldana Masset. En 2023, Juliana Gallipoliti se convirtió en la vocalista oficial de la banda en reemplazo de Masset.
La banda se caracteriza por realizar covers de canciones de diferentes ritmos, transformándolos al género de la cumbia pop. También es característico su uso de indumentaria escolar, como símbolo de identidad. Editaron su primer disco llamado Volando con ritmo a mediados del 2012, con el sello Sony Music. Además el 16 de octubre de 2012, el grupo batió un récord propio, el de tener 7 canciones en el Top 10 de descargas de iTunes, sólo superados por The Rolling Stones, Adele y PSY. En diciembre de 2012, YouTube dio a conocer la lista de las producciones más vistas por el público de Argentina durante 2012 y Agapornis se ubicó en el puesto 8 con más de 6.250.000 reproducciones de su vídeo Agapornis, Mix.
Entre los artistas de los que suelen interpretar canciones con más frecuencia aparecen Soda Stereo, Maná, Shakira, Abel Pintos, Axel, entre otros.

## Historia
La agrupación surgió en un viaje a Sudáfrica, a principios de 2011, con la idea de ser la banda de La Plata Rugby Club y tocar en los terceros tiempos de los partidos. Estuvo integrada por rugbistas de dicho club, con quien en ese entonces era la voz principal María Belén Condomí Alcorta, allegada a ellos.
El nombre de la banda fue elegido en memoria de la mascota de uno de los integrantes de la banda, esa mascota era un ave dentro del género Agapornis, que murió luego de que los integrantes de la banda se encariñaran con ella.
Sus primeras actuaciones se limitaron a fiestas del club, bares locales y fiestas privadas, pero cuentan en su haber con recitales en la Plaza Moreno (12.000 asistentes), el Embalse de Río Tercero (11.000 asistentes) y varios microestadios a lo largo del país, con una asistencia promedio de entre 6000 y 7000 personas en los mismos.
Su participación en las redes sociales, la aparición en programas de televisión como Telenoche y AM, Antes del Mediodía, entre otros, sumado a la reproducción de sus canciones en las discotecas fueron factores determinantes para la difusión de la banda.
El 7 de diciembre de 2012, la banda iba a realizar su primer concierto en un estadio (Estadio G.E.B.A.) pero por problemas meteorológicos se canceló y movió a otra fecha.
El 29 de diciembre de 2012, la banda se presentó en la 13.ª edición del Festival Música por todos que se realizó en Posadas, Misiones.
El 29 de noviembre de 2013, ya con Melina Lezcano como cantante y por la frustración de Marco Agliano como guitarrista, ingresó en su lugar Joaquín Irigoyen, quien se presentó en el Personal Fest, en Asunción, Paraguay; compartiendo escenario con otros artistas ante más de 25.000 personas aproximadamente.
En julio de 2022, se anunció la salida de Melina Lezcano del grupo después de 9 años e ingresó Aldana Masset como la nueva voz femenina.
En agosto de 2023, la banda lanzó su EP Cumbia Pop en el que oficializó la incorporación de Juliana Gallipoliti como la nueva cantante de la banda, en reemplazo de Aldana Masset.

## Discografía

### Álbumes de estudio
| Año  | Álbum |
| ---- | --- |
| 2012 | Volando con Ritmo - Lanzamiento: 15 de octubre de 2012 - Discográfica: Sony Music - Formato: CD, descarga digital y streaming |
| 2013 | Sigue y Sigue - Lanzamiento: 4 de junio de 2013 - Discográfica: Sony Music - Formato: CD, descarga digital y streaming        |
| 2013 | Juntos - Lanzamiento: 3 de diciembre de 2013 - Discográfica: Sony Music - Formato: CD, descarga digital y streaming           |
| 2014 | Con Vos - Lanzamiento: 21 de agosto de 2014 - Discográfica: Sony Music - Formato: CD, descarga digital y streaming            |
| 2014 | AGP en Fiesta! - Lanzamiento: 25 de noviembre de 2014 - Discográfica: Sony Music - Formato: CD + DVD                          |
| 2015 | De Bailadeta - Lanzamiento: 4 de diciembre de 2015 - Discográfica: Sony Music - Formato: CD, descarga digital y streaming     |
| 2016 | Baila - Lanzamiento: agosto de 2016 - Discográfica: Sony Music - Formato: CD                                                  |

### Sencillos
| Año  | Sencillo                                                                           | Álbum              |
| ---- | ---------------------------------------------------------------------------------- | ------------------ |
| 2012 | «Someone Like You»                                                                 | Volando con Ritmo  |
| 2012 | «Si te vas»                                                                        | Volando con Ritmo  |
| 2012 | «Persiana americana»                                                               | Volando con Ritmo  |
| 2012 | «Te extraño, te olvido, te amo»                                                    | Volando con Ritmo  |
| 2012 | «Todo está en vos»                                                                 | Volando con Ritmo  |
| 2012 | «Tú»                                                                               | Volando con Ritmo  |
| 2012 | «Tratar de estar mejor»                                                            | Volando con Ritmo  |
| 2012 | «En el muelle de San Blas»                                                         | Volando con Ritmo  |
| 2012 | «Donde están corazón»                                                              | Volando con Ritmo  |
| 2012 | «¡Corre!»                                                                          | Volando con Ritmo  |
| 2013 | «Seguir viviendo sin tu amor»                                                      | Sigue y Sigue      |
| 2013 | «Te voy a amar»                                                                    | Sigue y Sigue      |
| 2013 | «Torn»                                                                             | Sigue y Sigue      |
| 2013 | «Don't Speak»                                                                      | Sigue y Sigue      |
| 2013 | «La llave»                                                                         | Sigue y Sigue      |
| 2013 | «Once y seis»                                                                      | Sigue y Sigue      |
| 2013 | «Por amarte así»                                                                   | Sigue y Sigue      |
| 2013 | «Hasta el final»                                                                   | Sigue y Sigue      |
| 2013 | «Volverte a ver»                                                                   | Sigue y Sigue      |
| 2014 | «Con vos»                                                                          | Con Vos            |
| 2015 | «No es grave si te va mal»                                                         | Sencillo sin álbum |
| 2015 | «Me estoy enamorando»                                                              | De Bailadeta       |
| 2016 | «Baila»                                                                            | Sencillo sin álbum |
| 2016 | «Dale tu amor» (con El Polaco)                                                     | Sencillo sin álbum |
| 2016 | «I Will Be There» (con ChocQuibTown y Come & C)                                    | Sencillo sin álbum |
| 2016 | «Ella»                                                                             | Sencillo sin álbum |
| 2017 | «Vamos a brindar» (con CantoParaBailar)                                            | Sencillo sin álbum |
| 2017 | «Cantemos juntos» (con Odino Faccia)                                               | Sencillo sin álbum |
| 2017 | «Mueve la cintura»                                                                 | Sencillo sin álbum |
| 2018 | «Enamórate» (con Dvicio)                                                           | Sencillo sin álbum |
| 2018 | «Acércate»                                                                         | Sencillo sin álbum |
| 2018 | «Quédate»                                                                          | Sencillo sin álbum |
| 2018 | «Culpable o no»                                                                    | Sencillo sin álbum |
| 2018 | «El color de tus ojos»                                                             | Sencillo sin álbum |
| 2019 | «Soltera»                                                                          | Sencillo sin álbum |
| 2019 | «Flasheaste amor» (con Hernan y La Champion's Liga y Lauro)                        | Sencillo sin álbum |
| 2020 | «Flasheaste Amor (Remix)» (con Hernan y La Champion's Liga y Rombai)               | Sencillo sin álbum |
| 2020 | «Adictx» (con El Villano)                                                          | Sencillo sin álbum |
| 2020 | «Perdiste x Gil»                                                                   | Sencillo sin álbum |
| 2021 | «Chau» (con El Reja)                                                               | Sencillo sin álbum |
| 2021 | «Turreto»                                                                          | Sencillo sin álbum |
| 2021 | «Si me tomo una cerveza (Remix)» (con Migrantes, Alico, Rombai, Oscu y Nico Valdi) | Sencillo sin álbum |
| 2022 | «De los besos que te di»                                                           | Sencillo sin álbum |
| 2023 | «Ya supérame»                                                                      | Sencillo sin álbum |
| 2023 | «Bellaquera» (con Román el Original, El Reja y Piola Vago)                         | Sencillo sin álbum |
| 2023 | «Frágil»                                                                           | Sencillo sin álbum |
| 2023 | «Que vuelvas»                                                                      | Sencillo sin álbum |
| 2024 | «Comerte a besos (Remix)» (con Pijama Party y Lira)                                | Sencillo sin álbum |
| 2024 | «Quédate»                                                                          | Sencillo sin álbum |
| 2024 | «Dejaría todo» (con Chule)                                                         | Sencillo sin álbum |
| 2024 | «Hasta que me olvides»                                                             | Sencillo sin álbum |
| 2024 | «Ya supérame (versión 2024)»                                                       | Sencillo sin álbum |
| 2024 | «De los besos que te di (versión 2024)»                                            | Sencillo sin álbum |
| 2024 | «Prometiste amor» (con Ráfaga)                                                     | Sencillo sin álbum |
| 2024 | «Perdón» (con El Vecino)                                                           | Sencillo sin álbum |
| 2024 | «Por qué»                                                                          | Sencillo sin álbum |
| 2024 | «Se me subió a la cabeza» (con Ráfaga)                                             | Sencillo sin álbum |
| 2025 | «La cueva»                                                                         | Sencillo sin álbum |

## Miembros

### Actuales
- Juliana Gallipoliti (voz)
- Juan Martín Garriga Lacaze (voz y guitarra)
- Leandro Zingale (bajo)
- Santiago Etchart (timbales)
- Juan Cruz Costabel (teclados)
- Juan Pérsico (bajo)
- Agustín Cairo (güiro)
- Joaquín Irigoyen (guitarra)

### Anteriores
- Belén Condomí Alcorta (2011-2013)
- Gonzalo Mendes (2011-2013)
- Martín Bourdin (2011-2013)
- Walter Bustamante (2011-2013)
- Marco Agliano (2013)
- Melina Lezcano (2013-2022)
- Aldana Masset (2022-2023)

## Tipografía
La tipografía de Agapornis se escribe AGP escrita en Cooper Black y en un corazón rojo y dos pájaros.

## Premios y nominaciones

### Premios Carlos Gardel
| Año  | Categoría                          | Trabajo nominado  | Resultado | Ref.   |
| ---- | ---------------------------------- | ----------------- | --------- | ------ |
| 2013 | Mejor Álbum Nuevo Artista Tropical | Volando con Ritmo | Nominado  | [ 22 ] |
| 2014 | Mejor Álbum Grupo Tropical         | Juntos            | Ganador   | [ 23 ] |
| 2015 | Mejor Álbum Grupo Tropical         | Con Vos           | Ganador   | [ 24 ] |